# Championnats panaméricains de karaté 2011
Navigation
Édition précédente Édition suivante
Les championnats panaméricains de karaté 2011 ont eu lieu du 27 au 29 mai 2011 à Guadalajara, au Mexique. Il s'agit de la vingt-cinquième édition des championnats  panaméricains de karaté organisés chaque année par la Fédération panaméricaine de karaté.